# Émancé
Émancé település Franciaországban, Yvelines megyében. Lakosainak száma 882 fő (2022. január 1.). Émancé Saint-Hilarion, Droue-sur-Drouette, Écrosnes, Épernon, Gazeran és Orphin községekkel határos.

## Népesség
A település népességének változása:
| Lakosok száma | 878  | 879  | 902  | 880  | 880  | 881  | 890  | 891  | 882  |
|               | 2013 | 2015 | 2016 | 2017 | 2018 | 2019 | 2020 | 2021 | 2022 |